# Bismillah Airlines
Bismillah Airlines is een luchtvaartmaatschappij uit Bangladesh met haar thuisbasis in Dhaka.

## Geschiedenis
Bismillah Airlines is opgericht in 1998.

## Diensten
Bismillah Airlines voert vrachtvluchten uit van Dhaka naar:(juli 2007)
- Bangkok
- Kunming
- Shenzhen (in samenwerking met Yangtze River Express Airlines uit China)

## Vloot
De vloot van Bismillah Airlines bestaat uit:(november 2007)
- 1 Antonov AN-12BP
- 1 HS748-300